# Oto Matický
Oto Matický (*30. června 1963 Bratislava-Rača) je bývalý československý basketbalista a trenér. Je zařazen na čestné listině mistrů sportu.
Od druhé poloviny 80. let patřil mezi významné československé basketbalisty a osobnosti týmu československé basketbalové reprezentace a od roku 1993 reprezentace Slovenska.
V roce 1982 byl mistrem Československa juniorú se Slávií SVŠT Bratislava.
Třikrát (1987, 1988, 1989) byl vyhlášen nejlepším basketbalistou Československa. Čtyřikrát v letech 1986-1989 byl zařazen do nejlepší pětice hráčů československé 1. ligy basketbalu. Na Slovensku byl šestkrát vyhlášen nejlepším basketbalistou Slovenska v letech 1987 až 1989, 1994 až 1996.
Jako hráč Československa byl účastníkem kvalifikace na Olympijské hry a 6 evropských basketbalových soutěží. Zúčastnil se ve Španělsku v roce 1992 kvalifikačního turnaje na letní Olympijské hry, na němž Československo skončilo šesté a nepostoupilo. Hrál na Mistrovství Evropy juniorů 1982 v Bulharsku a třikrát ve finálové části Mistrovství Evropy mužů - 1985 ve Stuttgartu, Německo, 1987 v Athénách a 1991 v Římě. S basketbalovou reprezentací Československa získal na Mistrovství Evropy jednu stříbrnou medaili, jedno osmé a jedno šesté místo. V dresu Slovenska třikrát se zúčastnil kvalifikace pro Mistrovství Evropy v letech 1995 až 1999.
Za reprezentační družstvo Československa v letech 1984-1992 odehrál 224 zápasů, z toho 9 v kvalifikaci na Olympijské hry a 18 na Mistrovství Evropy, celkem 27 zápasů, v nichž zaznamenal 140 bodů. Za reprezentaci Slovenska v letech 1993-1999 odehrál 53 zápasů a zaznamenal 671 bodů
V 1. československé basketbalové lize, jednou byl vicemistrem Československa (1988) a má čtyři třetí místa. S týmem Inter Bratislava se zúčastnil 3 ročníků evropského Koračova poháru v basketbale.
V letech 1990 až 2001 hrál v Rakousku za klub Arkadia Traiskirchen Lions, s nímž byl třikrát mistrem, třikrát vicemistrem a třikrát vítězem poháru Rakouska. S klubem startoval v evropských klubových basketbalových soutěžích a to v Poháru evropských mistrů 1992 (Matický zaznamenal 61 bodů ve 2 zápasech) a 1995 (11 bodů, 1 zápas), Eurocup 1993 (34 bodů, 2 zápasy), FIBA Pohár Korač 1996 (2 body, 1 zápas), 1998 (40 bodů, 2 zápasy), 1999 (31 bodů, 2 zápasy) a 2000 (17 bodů, 2 zápasy, vyřadila je Sparta Praha), FIBA Pohár Saporta 2001 (111 bodů, 8 zápasů) a 2002 (35 bodů, 10 zápasů).
Po skončení hráčské kariéry je funkcionářem klubu Inter Bratislava.
V roce 2024 byl uveden do síně slávy slovenské basketbalové federace.
Manželka Karin je bývalou basketbalistkou Slovana Bratislava, v současnosti se věnuje malování.
Jeho dcera Nicole Matická (*3.3.1993) byla hráčkou americké NJIT, hrala 1. Bundesligu (DBBL) v Německu a nyní žije v Austrálii,starší dcera Karin (23.11.1987) je doktorka biologie.

## Sportovní kariéra

### Hráč klubů
- 1983-1984 Slavia SVŠT Bratislava (8. místo)
- 1984-1986 RH Pardubice (3. a 4. místo)
- 1986-1990 Inter Bratislava (1× 2. a 3× 3. místo)
- Československá basketbalová liga celkem 7 sezón (1983-1990)
  - 1× vicemistr Československa: 1988 (Inter Bratislava), 4× 3. místo: 1985 (RH Pardubice), 1987, 1989, 1990 (Inter Bratislava)
  - 4× v nejlepší pětce sezóny "All stars": 1985/86 až 1988/89
- 1990-2001 Arkaida Traiskirchen Lions, Basketbalová liga Rakouska 11 sezón
  - 3× mistr (1991, 1994, 2000), 3× vicemistr (1992, 1995, 1996), 3× vítěz Rakouského poháru: 1997, 2000, 2001

úspěchy:
- nejlepší basketbalista Československa v letech: 1987, 1988, 1989
- 6× nejlepší basketbalista Slovenska v letech: 1987, 1988, 1989, 1994, 1995, 1996

### Československo
- Za reprezentační družstvo Československa v letech 1984-1992 hrál celkem 224 zápasů, z toho na 3 světových a evropských soutěžích mužů 25 zápasů, v nichž zaznamenal 229 bodů
- Předolympijská kvalifikace - 1992 Španělsko (97 bodů, 9 zápasů) 6. místo
- Mistrovství Evropy v basketbale mužů - 1985 Stuttgart, Německo (44 bodů, 8 zápasů) 2. místo • 1987 1987 Athény, Řecko (88 bodů, 8 zápasů) 8. místo
  - Celkem na Mistrovství Evropy 132 bodů v 16 zápasech
- Mistrovství Evropy juniorů - 1982 Dimitrovgrad, Bulharsko (8 bodů, 2 zápasy) 7. místo

### Slovensko
- 1994: kvalifikace na ME 1995 (52 bodů, 5 zápasů) - 1997: kvalifikace na ME 1997 (71 bodů, 5 zápasů) - 1997: kvalifikace na ME 1999 (9 bodů, 3 zápasy)

### Trenér
- Inter Bratislava